# Народна лига Чешке Републике у рагбију
Народна лига Чешке Републике у рагбију (чеш. Národní liga ragby) је други ранг рагби 15 такмичења у Чешкој Републици.

## О такмичењу
Овим такмичењем руководи Рагби савез Чешке Републике. У лигашком делу учествује 7 клубова. Сезона траје од септембра до маја. Поред чешких клубова, учествује и један клуб из Словачке. Друга Чешка лига је мењала називе кроз историју, а спонзор је банка. 
Учесници
- Бистрица Брно
- Оломоц
- Петровице
- Прелоч
- Жлин
- Сокол Хари
- Слован Братислава